# 洛克特

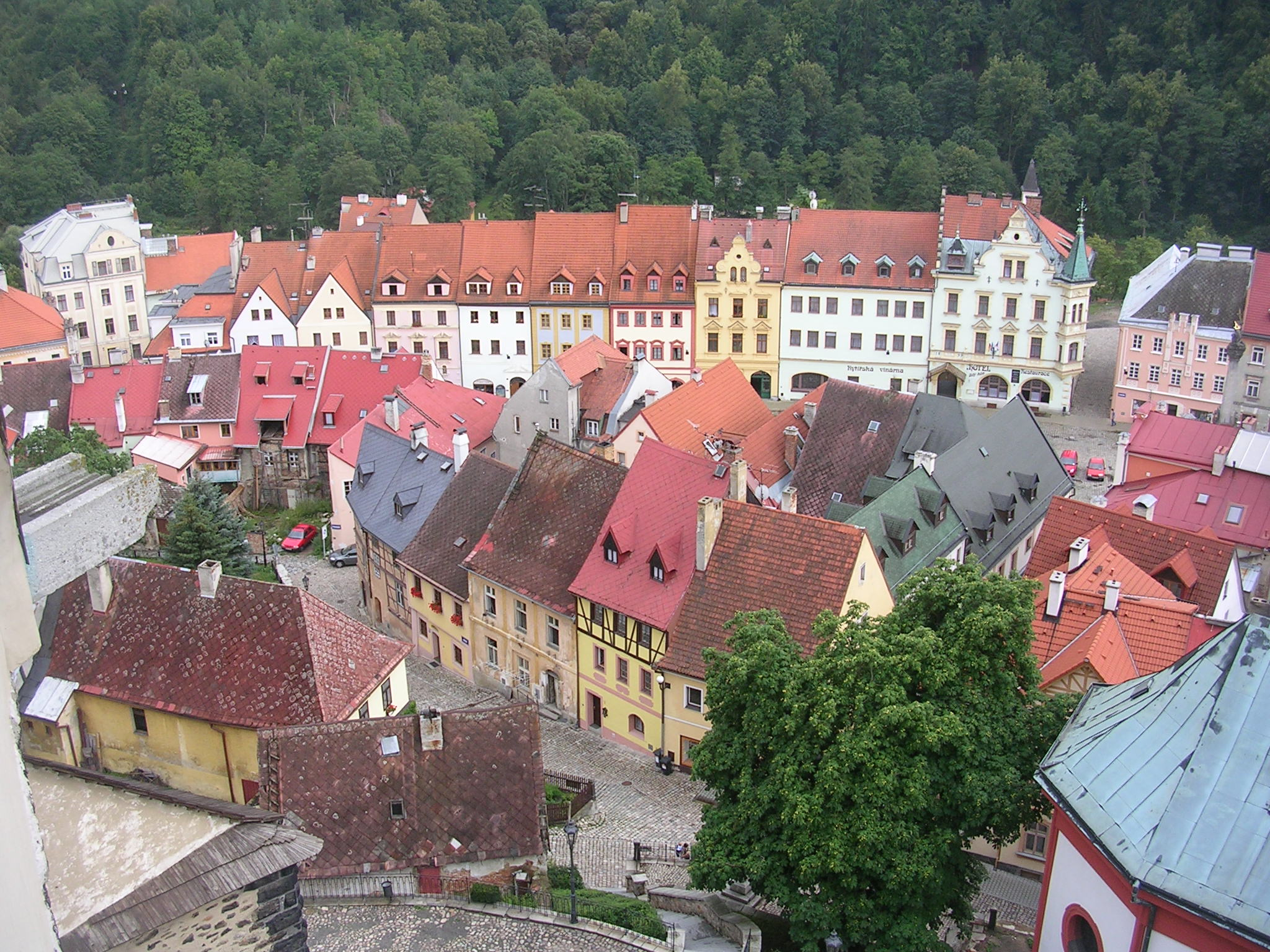

洛克特是捷克的城鎮，位於該國西部奧赫熱河畔，由卡羅維發利州負責管轄，始建於十二世紀晚期，面積27.74平方公里，海拔高度427米，2011年人口3,192。

## 外部連結
- Loket （页面存档备份，存于）
- Website （页面存档备份，存于）
- Magazine Loketský Smajlík